# Hapuszeneb

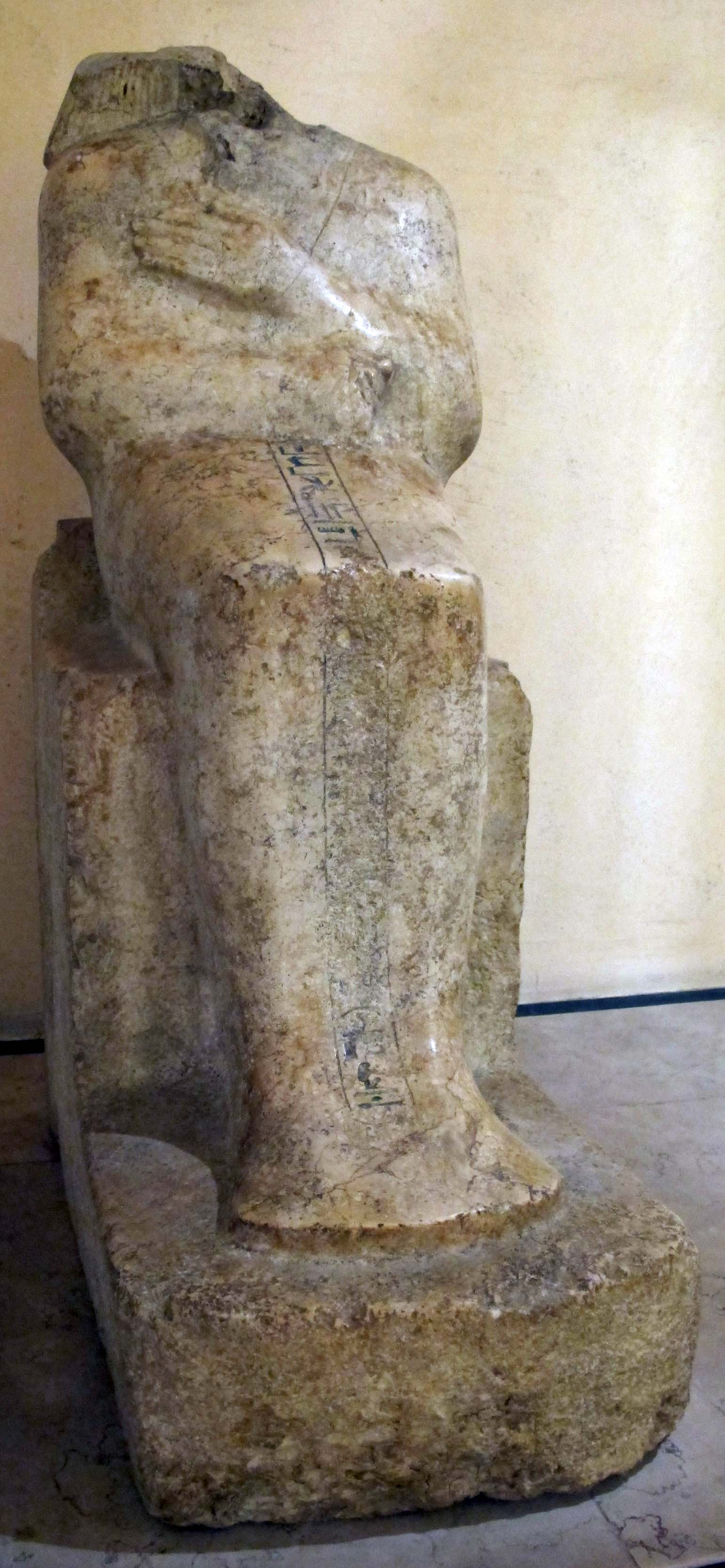
Hapuszeneb szobra

Hapuszeneb ókori egyiptomi pap, Ámon főpapja volt a XVIII. dinasztia idején, Hatsepszut uralkodása alatt.

## Családja
Anyja, Ahhotep a királyi hárem tagja volt, neve fennmaradt egy mészkődarabon III. Thotmesz templomában Kurnában. Apja, Hapu, Ámon felolvasópapja volt. Fivére, Sziamon írnok és Ámon első pecsétőre. Lánytestvérét Ahmesznek hívták. Feleségétől, Amenhoteptől hét gyermeke ismert: három fiú, Dzsehutimeszmahet, Uszerpehti és Aaheperkarénofer – aki felolvasópap, valamint II. Thotmesz halotti templomának főpapja volt –, valamint négy lány, Henut, Henutnofret (Ámon énekesnője), Szeniszeneb és Taemresefu (szintén Ámon énekesnője). Ámon második prófétája, Puimré beházasodott Hapuszeneb családjába: a főpap lányát, Szeniszenebet vette feleségül. Szeniszeneb templomi énekesnő és Ámon isteni imádója volt.

## Pályája
Hapuszeneb Hatsepszut 2. és 16. éve közt töltötte be a főpapi pozíciót. A thébai TT67 sírba temették. Pályafutása nehezen dokumentálható, mert kevés, őt említő emlék maradt fenn; ezek közé tartozik sírja, a TT67, valamint a 15. számú Gebel Szilszile-i szentély, négy szobor (Louvre A134, Kairó CG 648, Bologna 1822, Kairó JE 39392), egy kanópuszedény (Torino 3304), és Hatsepszut Deir el-Bahari-i temploma alapítási lerakatának egyes tárgyai. Ezek mellett említik Hapu szobrán (Torino 3061), Amenemheb háznagy szobrocskáján (Kairó, CG 42112) és Uszerhat sírja, a TT51 egyik feliratán. A Metropolitan Művészeti Múzeum Hapuszeneb öt sírkúpját őrzi, ezeken címei: „Örökös herceg és nemesember, Felső- és Alsó-Egyiptom királyának kincstárnoka, Ámon első prófétája, Felső- és Alsó-Egyiptom papjainak felügyelője, A király minden építkezésének felügyelője.” Ő volt az első Ámon-főpap, aki viselte a „Felső- és Alsó-Egyiptom papjainak felügyelője” címet is.
Főpapként Hapuszeneb többek közt építtetett egy hajót, egy kaput, egy szentélyt és épületeket, készíttetett ajtószárnyakat és templomi felszerelést, emellett egy, a Louvre-ban őrzött szobron említett címe szerint „a királysír építésének felügyelője” is volt, de nem világos, ez a Királyok völgye 20-ra utal-e. Ezen a szobron vezíri címet is visel, tudni azonban, hogy Hatsepszut ötödik uralkodási évében ezt a hivatalt egy bizonyos Uszer töltötte be, így lehetséges, hogy ez a szobor egy másik hivatalnoké.

## Fordítás
- Ez a szócikk részben vagy egészben  a   Hapuseneb című angol Wikipédia-szócikk ezen változatának fordításán alapul.  Az eredeti cikk szerkesztőit annak laptörténete sorolja fel. Ez a jelzés csupán a megfogalmazás eredetét és a szerzői jogokat jelzi, nem szolgál a cikkben szereplő információk forrásmegjelöléseként.
- Ez a szócikk részben vagy egészben  a   Hapuseneb című német Wikipédia-szócikk ezen változatának fordításán alapul.  Az eredeti cikk szerkesztőit annak laptörténete sorolja fel. Ez a jelzés csupán a megfogalmazás eredetét és a szerzői jogokat jelzi, nem szolgál a cikkben szereplő információk forrásmegjelöléseként.